# Rachel Portman
Rachel Mary Berkeley Portman (Haslemere, 11 december 1960) is een Britse componist van voornamelijk filmmuziek.
Portman werd geboren in Haslemere in de Engelse graafschap Surrey. Op jonge leeftijd raakte ze geïnteresseerd in muziek en begon op haar 14-jarige leeftijd te componeren. Portman ging muziek studeren aan de Worcester College van de universiteit van Oxford. Daar begon haar interesse in het componeren van muziek voor films. Ze experimenteren met het schrijven van muziek voor studentenfilms en theaterproducties. Haar succesvolste studentenfilm die door het Oxford Film Foundation in 1982 werd uitgebracht was de film Privileged van filmregisseur Michael Hoffman en met acteur Hugh Grant. Portman begon met haar carrière muziek te schrijven voor televisieseries en films van onder meer de BBC. Als componist schreef ze aan meer dan 100 producties van film, televisie en theater. Haar werk werd gewaardeerd en dat leverde onder meer bij de prijsuitreiking van de Academy Awards in 1997 een Oscar op met de filmmuziek voor de film Emma in de categorie: beste muzikale of komische filmmuziek. In 2015 ontving ze een Emmy Award voor de muziek van de HBO televisiefilm Bessie in de categorie: uitstekende compositie voor een beperkte serie, film of special. Andere bekende werken zijn The Lake House, Chocolat, Mona Lisa Smile en The Vow. Portman werd in 2010 benoemd tot Orde van het Britse Rijk in de New Year Honours voor haar muzikale bijdragen.
Portman is sinds 1995 getrouwd met filmproducent Uberto Pasolini. Samen hebben ze drie kinderen.

## Filmografie
- 1982: Privileged
- 1982: Experience Preferred... But Not Essential
- 1984:  Reflections
- 1990: Life Is Sweet
- 1991: Where Angels Fear to Tread
- 1992: Rebecca's Daughters
- 1992: Used Pepople
- 1993: Ethan Frome
- 1993: Benny & Joon
- 1993: Friends
- 1993: The Joy Luck Club
- 1994: Sirens
- 1994: War of the Buttons
- 1994: Only You
- 1994: The Road to Wellville
- 1995: Smoke
- 1995: A Pyromaniac's Love Story
- 1995: Palookaville
- 1995: To Wong Foo Thanks for Everything, Julie Newmar
- 1996: Emma
- 1996: The Adventures of Pinocchio
- 1996: Marvin's Room
- 1997: Addicted to Love
- 1997: Beauty and the Beast: The Enchanted Christmas
- 1998: Home Fries
- 1998: Beloverd
- 1999: The Other Sister
- 1999: Ratcatcher
- 1999: The Cider House Rules
- 2000: The Closer You Get
- 2000: The Legend of Bagger Vance
- 2000: Chocolat
- 2001: The Emperor's New Clothers
- 2002: Hart's War
- 2002: The Truth About Charlie
- 2002: Nicholas Nickleby
- 2003: The Human Stain
- 2003: Mona Lisa Smile
- 2004: The Manchurian Candidate
- 2005: Because of Winn-Dixie
- 2005: Oliver Twist
- 2006: The Lake House
- 2006: Infamous
- 2008: The Sisterhood of the Traveling Pants 2
- 2008: The Duchess
- 2010: Never Let Me Go
- 2011: Snow Flower and the Secret Fan
- 2011: One Day
- 2012: The Vow
- 2012: Bel Ami
- 2012: Private Peaceful
- 2013: Paradise
- 2013: Still Life
- 2013: Belle
- 2013: The Right Kind of Wrong
- 2014: Dolphin Tale 2
- 2016: Despite the Falling Snow
- 2016: Race
- 2016: Their Finest
- 2017: A Dog's Purpose

## Overige Producties

### Televisiefilms
- 1984: Sharma and Beyond
- 1984: Four Days in July
- 1984: Last Day of Summer
- 1986: Good as Gold
- 1987: 1914 All Out
- 1989: The Woman in Black
- 1989: Precious Bane
- 1989: Monster Maker
- 1989: Living with Dinosaurs
- 1990: Shoot to Kill
- 1990: The Widowmaker
- 1992: The Cloning of Joanna May
- 1994: Great Moments in Aviation
- 2009: Grey Gardens
- 2015: Bessie

### Televisieseries
- 1986: A Little Princess (miniserie)
- 1987-1988: The Storyteller
- 1989: Nice Work (miniserie)
- 1990: Oranges Are Not the Only Fruit (miniserie)
- 1991: The Storyteller: Greek Myths (miniserie)
- 1992: Mr. Wakefield's Crusade

## Prijzen en nominaties

### Academy Awards
| Jaar | Titel                 | Categorie                             | Uitslag     |
| ---- | --------------------- | ------------------------------------- | ----------- |
| 1997 | Emma                  | Beste muzikale of komische filmmuziek | Gewonnen    |
| 2000 | The Cider House Rules | Beste filmmuziek                      | Genomineerd |
| 2001 | Chocolat              | Beste filmmuziek                      | Genomineerd |

### Emmy Awards
| Jaar | Titel              | Categorie                                                                                | Uitslag     |
| ---- | ------------------ | ---------------------------------------------------------------------------------------- | ----------- |
| 2005 | Great Performances | Beste muzikale regie, voor afl. "The Little Prince"                                      | Genomineerd |
| 2009 | Grey Gardens       | Beste compositie voor een miniserie, film of special (originele dramatische muziek)      | Genomineerd |
| 2015 | Bessie             | Beste compositie voor een beperkte serie, film of special (originele dramatische muziek) | Gewonnen    |

### Golden Globe Awards
| Jaar | Titel    | Categorie        | Uitslag     |
| ---- | -------- | ---------------- | ----------- |
| 2001 | Chocolat | Beste filmmuziek | Genomineerd |

### Grammy Awards
| Jaar | Titel                 | Categorie                                                                    | Uitslag     |
| ---- | --------------------- | ---------------------------------------------------------------------------- | ----------- |
| 2001 | The Cider House Rules | Beste partituur soundtrackalbum voor film, televisie of andere visuele media | Genomineerd |
| 2002 | Chocolat              | Beste partituur soundtrackalbum voor film, televisie of andere visuele media | Genomineerd |